# Bubba Wallace

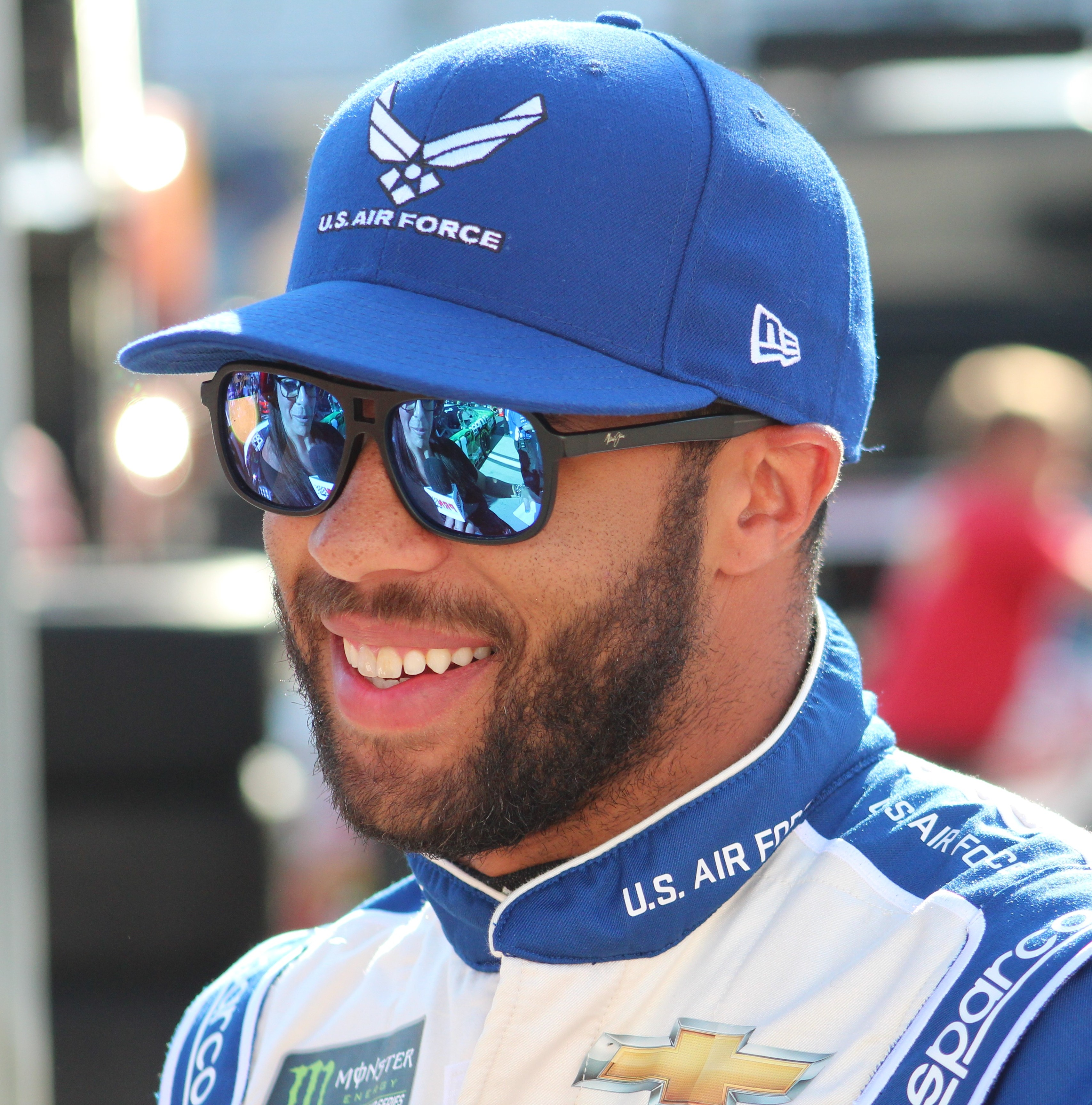
Wallace in 2019

William Darrell (Bubba) Wallace jr. (Mobile, Alabama, 8 oktober 1993) is een Amerikaans autocoureur.
Wallace neemt deel aan de NASCAR Cup Series en rijdt in een Chevrolet Camaro ZL1 1LE met startnummer 43 voor Richard Petty Motorsports. Eerder was Wallace ontwikkelingscoureur voor Joe Gibbs Racing, waar hij deelnam aan de Camping World Truck Series. Hij reed ook in de Xfinity Series en reed van 2015 tot medio 2017 in een Ford Mustang van Roush Fenway Racing.
Coureurs:
 Anthony Alfredo - Aric Almirola - Christopher Bell - Josh Bilicki - Ryan Blaney - Alex Bowman - Chase Briscoe - Chris Buescher - Kurt Busch - Kyle Busch - William Byron - Ross Chastain - Derrike Cope - Cole Custer - James Davison - Matt DiBenedetto - Austin Dillon - Chase Elliott - Justin Haley - Denny Hamlin - Kevin Harvick - Quin Houff - Erik Jones - Brad Keselowski - Corey LaJoie - Kyle Larson - Joey Logano - Michael McDowell - B. J. McLeod - Ryan Newman - Tyler Reddick - Garrett Smithley - Ricky Stenhouse jr. - Daniel Suárez - Martin Truex jr. - Bubba Wallace - Cody Ware - J.J. Yeley

Teams:
 23XI Racing - Chip Ganassi Racing - Front Row Motorsports - Hendrick Motorsports - Joe Gibbs Racing - JTG Daugherty Racing - Live Fast Motorsports - Petty Ware Racing - Richard Childress Racing - Richard Petty Motorsports - Rick Ware Racing - Roush Fenway Racing - Spire Motorsports - StarCom Racing - Stewart Haas Racing - Team Penske - Trackhouse Racing Team - Wood Brothers Racing